# Gradišče, Škofljica
Gradišče je vas v Občini Škofljica.
Od leta 1953 do 2008 se je naselje imenovalo Gradišče nad Pijavo Gorico. Istega leta je bil v kraju uveden sistem ulic, ki so večinoma poimenovane z rimskimi številkami.
Kot nakazuje ime, so na Gradišču arheološke raziskave odkrile ostanke velike prazgodovinske naselbine iz pozne bronaste in zgodnje železne dobe, vključno z obrambnimi nasipi, jarki, terasami in pripadajočima grobiščema.
V vasi stoji cerkev, posvečena sv. Primožu in Felicijanu. Izvirno romanska zgradba iz 12. stoletja je bila v 17. stoletju barokizirana.
- Cerkev sv. Primoža in Felicijana